# Apristurus aphyodes
Apristurus aphyodes е вид хрущялна риба от семейство Scyliorhinidae.

## Разпространение и местообитание
Видът е разпространен във Великобритания, Дания, Ирландия, Испания и Франция.
Среща се на дълбочина от 1014 до 1745 m, при температура на водата от 3,8 до 6,6 °C и соленост 34,9 – 35,2 ‰.